# Klęska suszy w Sahelu

Region Sahel zaznaczony na mapie Afryki.

Klęska suszy w Sahelu – katastrofalna susza w Sahelu trwająca od końca lat 60. do połowy lat 80. XX wieku, która doprowadziła do śmierci głodowej szacunkowo około miliona osób i wywarła wpływ na dalsze 50 milionów.

## Przyczyny
Przyczyn suszy należy upatrywać zarówno w czynnikach naturalnych, jak i działalności człowieka. W strefie Sahelu występują wahania klimatu, w wyniku których może znacznie spadać wysokość rocznych opadów w czasie pory deszczowej. Do czynników spowodowanych przez człowieka można zaliczyć wycinanie lasów, nadmierny wypas zwierząt i nadmierną eksploatację terenów rolniczych. Pogłębiło to zjawisko pustynnienia obszarów przyległych do Sahary.
Współcześnie uważa się, że jedną z przyczyn katastrofalnej suszy w Sahelu mogło być także zjawisko globalnego zaciemnienia. Fenomen ten powstaje w wyniku zanieczyszczenia powietrza pyłami znad Europy i Ameryki Północnej i prowadzi do wzmożonego powstawania chmur, ale jednocześnie zmniejsza parowanie, co redukuje wysokość opadów.

## Następstwa
Spowodowana suszą klęska głodu miała daleko idące następstwa. Wielu mieszkańców położonych w Sahelu państw uciekło do krajów położonych bardziej na południe i zasobniejszych w wodę (do m.in. Wybrzeża Kości Słoniowej). Wzrosło też tempo migracji ludności ze wsi do miast, co w wielu krajach doprowadziło do głębokich zmian w strukturze społeczeństw. Szczególnie widoczne jest to na przykładzie Mauretanii, gdzie susza wymusiła zanik tradycyjnego koczowniczego trybu życia mieszkańców. Uważa się, że susza (zwłaszcza w latach 1984–1985) była też jedną z przyczyn obecnego konfliktu w Darfurze, gdzie klęska zwiększyła przepaść między arabską koczowniczą ludnością a prowadzącymi osiadły tryb życia czarnoskórymi rolnikami. W niektórych regionach, ze względu na wysychanie zbiorników wodnych, zniknęły możliwości rozwoju tradycyjnych gałęzi gospodarki, takich jak rybołówstwo. W wielu krajach (w m.in. Nigrze, Mauretanii i Czadzie) doszło też do ostrych niepokojów społecznych i do upadku rządów.